# Sedum anglicum
Sedum anglicum là một loài thực vật có hoa trong chi Sedum, họ Crassulaceae. Loài này được Huds. miêu tả khoa học đầu tiên năm 1778.